# Teenage Euthanasia
Teenage Euthanasia è una sitcom animata statunitense e canadese del 2021, creata da Alyson Levy e Alissa Nutting.
Riguarda un'ex madre adolescente in fuga di nome Trophy Fantasy che viene accidentalmente resuscitata dall'impresa di pompe funebri Tender Endings della sua famiglia, dandole una seconda possibilità di crescere la figlia Euthanasia, ormai adolescente.
La serie viene trasmessa negli Stati Uniti su Adult Swim dal 6 settembre 2021.
Il 31 marzo 2022 è stato annunciato che la rete ha rinnovato la serie per una seconda stagione. Un'anteprima della stagione è stata trasmessa durante la celebrazione del pesce d'aprile della rete il 1º aprile 2023, fissando la data di trasmissione all'estate 2023. Viene trasmessa dal 27 luglio 2023.

## Trama
In un futuro parzialmente apocalittico, Trophy Fantasy è una giovane madre che ha lasciato la figlia Euthanasia "Annie" Fantasy sotto la custodia della madre becchino Baba e del fratellastro Pete nella loro impresa di pompe funebri Tender Endings nella città immaginaria di Fort Gator, in Florida. Dopo aver ottenuto un devastante divorzio dal suo attuale marito ed essere morta di overdose 15 anni dopo, il cadavere di Trophy viene consegnato a Baba al Tender Endings come richiesto da lei. Una combinazione inaspettata del fluido di imbalsamazione di Baba, delle lacrime di Annie e del fulmine di un temporale fa rivivere Trophy come uno zombi senziente con abilità soprannaturali.

## Episodi
| Stagione         | Episodi | Prima TV USA | Prima TV Italia |
| ---------------- | ------- | ------------ | --------------- |
| Prima stagione   | 7       | 2021         | inedita         |
| Seconda stagione | 10      | 2023         | inedita         |

## Personaggi e doppiatori
- Trophy Fantasy, doppiata da Maria Bamford.
- Euthanasia 'Annie' Fantasy, doppiata da Jo Firestone.
- Zio Pete, doppiato da Tim Robinson.
- Baba, doppiata da Bebe Neuwirth.

## Distribuzione

### Trasmissione internazionale
- 6 settembre 2021 negli Stati Uniti d'America su Adult Swim;[1]
- 24 settembre 2021 in Francia su Adult Swim;[6]
- 1º dicembre 2021 in Germania su Vodafone GigaTV;[7]
- 18 febbraio 2022 nel Regno Unito su All 4.[8]